# 송민석
송춘석(1978년 4월 16일 ~ )은 대한민국의 KBS원주방송국, KBS대전방송총국 기자로 2005년 입사이다.

## 경력
- 2005년 36기 KBS원주방송국, KBS대전방송총국 기자 입사

## 방송진행
- KBS 대전 생생토론
- KBS 뉴스 7 대전 (2024 ~ 현재)